# 楊志剛 (教授)
楊志剛 （英語：Chih-Kong "Ken" Yang，1970年8月17日—），是加州大學洛杉磯分校的一位電氣工程教授，同時也是集成電路和系統實驗室（ICSL）的主任。此外，他還是 Pluribus Networks, Inc. 的聯合創辦人。

## 學歷
楊志剛取得學士學位，在1992年，獲得了電氣工程學碩士學位。他在1998年完成了他的哲學博士學位，指導教授是斯坦福大學的馬克·霍洛維茨教授。自那時起，他一直擔任加州大學洛杉磯分校的教授，並在學術界發表了100多篇期刊和會議論文。他是IEEE（Institute of Electrical and Electronics Engineers）的會士，同時曾獲得諾斯羅普格魯曼卓越教學獎和IBM教師發展獎的殊榮。在2010年，他與 Robert Drost 和 Sunay Tripathi 共同創辦了 Pluribus Networks, Inc.。

## 研究
他在研究方面專注於高性能數字和混合信號電路設計以及高性能網絡領域。他的研究領域包括以下方面：大型VLSI系統的高速數據傳輸、時鐘恢復電路設計、低功耗和高性能計算構建塊的設計、應用於MEMS的高壓驅動器、計算系統的功率優化，以及模擬奈米級器件的電路功率優化。

## 榮譽
- IEEE Fellow, 2011[2]